# Greg Rogers
Gregory Francis „Greg” Rogers (ur. 14 sierpnia 1948 w Sydney) – australijski pływak, olimpijczyk.
Reprezentował Australię na Letnich Igrzyskach Olimpijskich 1960, które odbyły się w Rzymie. Po raz drugi reprezentował kraj na Letnich Igrzyskach Olimpijskich 1972 w Monachium.